# Liste deutscher Bezeichnungen ukrainischer Orte

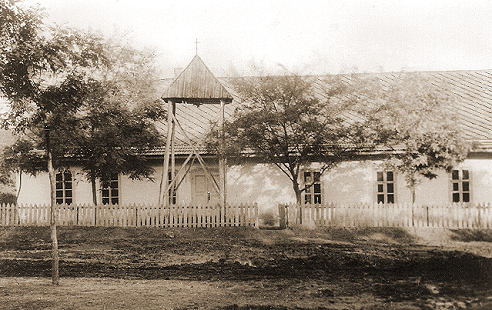
Deutsches Bethaus Hanniwka von 1903

In dieser Liste werden ukrainischen Orten (Städte, Flüsse, Inseln etc.) deren (ehemalige) deutsche Bezeichnungen gegenübergestellt, die sie aus deutschsprachiger Sicht heute noch tragen oder zu Zeiten trugen, als die Gebiete zur Donaumonarchie oder zum russischen Zarenreich gehörten. Um die Lage in den historischen Regionen zu verdeutlichen, wird diese wenn notwendig in Klammern hinter dem deutschen Namen angegeben.
Historische Bezeichnungen, die im allgemeinen Gebrauch nicht mehr üblich sind (wohl aber im historischen), werden kursiv dargestellt.
- in Klammern gesetzte Orte existieren nicht mehr

| deutsch                                             | ukrainisch                                                                                              |
| A                                                   | A |
| --------------------------------------------------- | --- |
| Akkerman (Bessarabien)                              | Bilhorod-Dnistrowskyj (Білгород-Дністровський), russisch: Belgorod-Dnestrowskij (Белгород-Днестровский) |
| Alt Danzig (Oblast Kirowohrad)                      | Karliwka, russisch: Karlowka                                                                            |
| Althütte (Bukowina)                                 | Stara Krasnoschora (Стара Красношора)                                                                   |
| Altschwedendorf (Cherson)                           | Staroschwedske (Старошведське), heute ein Teil von Smijiwka                                             |
| Altstadt (Galizien)                                 | Sambir (Самбір)                                                                                         |
| Andrejewka (Bessarabien)                            | Andrijiwka (Андріївка)                                                                                  |
| Annaberg (Galizien)                                 | Nahirne (Нагірне)                                                                                       |
| Arzis (Bessarabien)                                 | Arzys (Арциз)                                                                                           |
| Augustendorf (Bukowina)                             | Banyliw-Pidhirnyj (Банилів-Підгірний)                                                                   |
| B                                                   | |
| Bajramtscha (Bessarabien)                           | Bajramtscha (Байрамча)                                                                                  |
| Bardhaus (Karpatenukraine)                          | Barbowo (Барбово)                                                                                       |
| Beresina (Bessarabien)                              | Soborne (Березине)                                                                                      |
| Bergsaß (Karpatenukraine)                           | Berehowe (Берегове)                                                                                     |
| Berhomet(h) am Pruth (Bukowina)                     | Berehomet (Берегомет)                                                                                   |
| Ber(e)homet(h) am Sereth (Bukowina)                 | Berehomet (Берегомет)                                                                                   |
| Birkendorf (Karpatenukraine)                        | Beresynka (Березинка)                                                                                   |
| (Neu) Burschitz (Galizien)                          | Nowi Birtschyzi (Нові Бірчиці)                                                                          |
| Blaubad (Karpatenukraine)                           | Synjak                                                                                                  |
| Bochdann (Karpatenukraine)                          | Bohdan (Богдан)                                                                                         |
| Borislau (Galizien)                                 | Boryslaw (Борислав)                                                                                     |
| Breschan (Galizien/Ternopil)                        | Bereschany (Бережани)                                                                                   |
| Brigidau (Galizien)                                 | Laniwka (Ланівка)                                                                                       |
| Brukenthal (Galizien)                               | (Brukental/Брyкенталь; Ortsteil von Domaschiw [Домашів])                                                |
| Budaki (Bessarabien)                                | Prymorske (Приморське)                                                                                  |
| Bad Burnas (Bessarabien)                            | Lebediwka (Лебедівка)                                                                                   |
| Buschtin an der Theiß (Karpatenukraine)             | Buschtyno (Буштино)                                                                                     |
| C                                                   | |
| Czernowitz (Bukowina)                               | Tscherniwzi (Чернiвці); russisch: Tschernowzy (Черновцы)                                                |
| D                                                   | |
| Dennewitz                                           | Pryamobalka                                                                                             |
| Deutschkutschau, Deutschkutschowa (Karpatenukraine) | Kutschawa (Кучава)                                                                                      |
| Deutschmokra (Karpatenukraine)                      | Nimezka Mokra (Німецька Мокра)                                                                          |
| Deutsch-Smolin (Galizien)                           | Smolyn (Смолин)                                                                                         |
| Dnepr, Dnjepr                                       | Dnipro (Дніпро); russisch: Dnepr                                                                        |
| Dnjestr, Dniester                                   | Dnister (Дністер), russisch: Dnestr                                                                     |
| Dombau, Dombo (Karpatenukraine)                     | Dubowe (Дубове)                                                                                         |
| Dorndorf (Karpatenukraine)                          | Dratschyno (Драчино)                                                                                    |
| Dornfeld (Galizien, südlich von Lemberg)            | Ternopillja (Тернопілля)                                                                                |
| Drogobitsch (Galizien)                              | Drohobytsch (Дрогобич)                                                                                  |
| E                                                   | |
| (Gut) Eckert (Bessarabien)                          | Nowa Plachtijiwka (Нова Плахтіївка; früher Sarazika)                                                    |
| Ehrenfeld (Galizien)                                | Tschystopillja (Чистопілля; früher Sarazika)                                                            |
| Erwinsdorf (Karpatenukraine)                        | Suskowe Nowe Selo (Сускове Нове Село; Ortsteil von Suskowo/Сусково)                                     |
| F                                                   | |
| Felizienthal (Galizien)                             | Dolyniwka (Долинівка)                                                                                   |
| Friedrichsdorf (Karpatenukraine)                    | Klenowez (ukrainisch Кленовець, heute Ortsteil von Koltschyno)                                          |
| Frumuschika (Bessarabien)                           | (Frumuschike; südlich von Starosillja [Старосілля])                                                     |
| G                                                   | |
| Gäckle (Bessarabien)                                | (Trupschije; westlich von Budschak [Бородіно])                                                          |
| Gelsendorf (Galizien)                               | Sahirne (Загірне)                                                                                       |
| Gnadenfeld (Bessarabien)                            | Blahodatne (Благодатне)                                                                                 |
| Gnadental                                           | Dolyniwka (Долинівка)                                                                                   |
| Großteutschenau (Karpatenukraine)                   | Tjatschiw (Тячів)                                                                                       |
| H                                                   | |
| Halbstadt (Mykolajiw)                               | Nowoseliwka (Новоселівка)                                                                               |
| Halitsch (Galizien)                                 | Halytsch (Галич)                                                                                        |
| Halle (Bessarabien)                                 | (Alisiwka; bei Monaschi [Монаші])                                                                       |
| Hannowka (Bessarabien)                              | Hanniwka (Ганнівка)                                                                                     |
| Helenowka (Bessarabien)                             | (Jeleniwka; nördlich von Hanniwka)                                                                      |
| Hoffnungstal (Odessa)                               | Zebrykowe (Цебрикове)                                                                                   |
| Hrabowo (Karpatenukraine)                           | Hrabowo                                                                                                 |
| Hußt (Karpatenukraine)                              | Chust (Хуст)                                                                                            |
| J                                                   | |
| Jamburg (Gouvernement Jekaterinoslaw)               | Dniprowe (Дніпрове)                                                                                     |
| Jezupol (Galizien)                                  | Jesupil (Єзупіль)                                                                                       |
| Josephsberg (auch Josefsberg, Galizien)             | Korosnyzja (Коросниця)                                                                                  |
| K                                                   | |
| Kallusch (Galizien)                                 | Kalusch (Калуш)                                                                                         |
| Kaiserdorf (Galizien)                               | Kalyniw (Калинів)                                                                                       |
| Kaltwasser (Galizien)                               | Symna Woda (Зимна Вода)                                                                                 |
| Kamjonka (Galizien)                                 | Kamjanka-Buska (Кам'янка-Бузька; früher Kamjanka Strumilowa)                                            |
| Kamtschatka (Bessarabien)                           | Kotschkuwate (Кочкувате)                                                                                |
| Karlsdorf (Galizien)                                | heute ein Teil von Klymez                                                                               |
| Kaschpalat (Bessarabien)                            | (Kaschpalat)                                                                                            |
| Katzbach (Bessarabien)                              | Luschanka (Лужанка)                                                                                     |
| Kenderesch (Karpatenukraine)                        | Konopliwzi (Коноплівці)                                                                                 |
| Kiew                                                | Kyjiw (Киïв), russisch: Kijew (Киев)                                                                    |
| Kleinliebental (Oblast Odessa)                      | Malodolynske                                                                                            |
| Klosterdorf (Cherson)                               | Kostyrko (Костирка), heute ein Teil von Smijiwka                                                        |
| Klöstitz (Bessarabien)                              | Wessela Dolyna (Весела Долина; früher Kljastyzja/Клястиця)                                              |
| Kolatschowka (Bessarabien)                          | Kalatschiwka (Калачівка)                                                                                |
| Königsau (Galizien)                                 | Riwne (Рівне; russisch: Rownoje/Ровное)                                                                 |
| Königsfeld an der Theiß (Karpatenukraine)           | Korolewo (Королево)                                                                                     |
| Königsfeld (Karpatenukraine)                        | Ust-Tschorna (Усть-Чорна)                                                                               |
| Krasna, Akkerman (Bessarabien)                      | Krasne, (Красное)                                                                                       |
| Krim                                                | Krym (Крим), Krymskyj piwostriw (Кримський півострів)                                                   |
| Kulm (südlich von Serpnewe, Bessarabien)            | Pidhirne (Підгірне)                                                                                     |
| Kustanowitz (Karpatenukraine)                       | Kuschtanowyzja (Куштановиця)                                                                            |
| Kurudschika (Bessarabien)                           | Kiruschika (heute Suchuwate/Сухувате)                                                                   |
| L                                                   | |
| Landestreu (Galizien)                               | Selenyj Jar (Зелений Яр)                                                                                |
| Lattoretz (Fluss durch Mukatschewo)                 | Latoryzja (Латориця)                                                                                    |
| Leipzig (Bessarabien)                               | Serpnewe (Серпневе)                                                                                     |
| Lemberg (Galizien)                                  | Lwiw (Львів), russisch: Lwow, polnisch: Lwów                                                            |
| Landau (Mykolajiw)                                  | Schyrokolaniwka (Широколанівка)                                                                         |
| Lustdorf                                            | Ljustdorf oder Tschornomorka (Чорноморка)                                                               |
| M                                                   | |
| Mädchendorf (Karpatenukraine)                       | Lalowo (Лалово)                                                                                         |
| Machliniec (Galizien)                               | Machlynez (Махлинець)                                                                                   |
| Maraslienfeld (Bessarabien)                         | Maraslijiwka (Маразліївка)                                                                              |
| Mintschuna (auch Hoffnungsdorf, Bessarabien)        | Slobidka (Слобідка)                                                                                     |
| Moldauisch Banilla                                  | Banyliw-Pidhirnyj (Банилів-Підгірний)                                                                   |
| Moosberg (Galizien)                                 | heute Ortsteil von Pidluby (Підлуби)                                                                    |
| Mühlhausendorf (Cherson)                            | Mychajliwka (Михаілівка), heute ein Teil von Smijiwka                                                   |
| Münchenthal (Galizien)                              | Muschylowytschi (Мужиловичі)                                                                            |
| Munkatz/Munkatsch (Karpatenukraine)                 | Mukatschewo                                                                                             |
| N                                                   | |
| Nechrowo (Karpatenukraine)                          | Nehrowo (Негрово)                                                                                       |
| Neu Alexandrowka (Bessarabien)                      | (Nowa Oleksandriwka)                                                                                    |
| Neu-Annowka (Bessarabien)                           | Nowoseliwka (Новоселівка; bei Hannowka)                                                                 |
| Neu-Baden (Oblast Odessa)                           | Hudewychewe (Gudewichewo)                                                                               |
| Neu-Berlin (Oblast Odessa)                          | Worobjowe (Воробйове)                                                                                   |
| Neudorf (bei Drohobytsch, Galizien)                 | Nowe Selo (Нове Село)                                                                                   |
| Neudorf (bei Kolomyja, Galizien)                    | (zerstört, südwestlich von Otynija)                                                                     |
| Neudorf (bei Sambir, Galizien)                      | heute ein Teil von Tschukwa (Чуква)                                                                     |
| Neuhütte (Bukowina)                                 | Nowa Krasnoschora (Нова Красношора)                                                                     |
| Neu-Liebental (Oblast Odessa)                       | Wowkowe (Волково)                                                                                       |
| Neu Seimeny (Bessarabien)                           | Nowe (Нове; bei Bilhorod-Dnistrowskyj)                                                                  |
| Neu Tarutino (Bessarabien)                          | Nowe Tarutyne (Нове Тарутине)                                                                           |
| O                                                   | |
| Oberschönborn (Karpatenukraine)                     | Werchnij Koropez (Верхній Коропець)                                                                     |
| Odessa                                              | Odessa (Одеса), russisch: Odessa (Одесса)                                                               |
| Ottenhausen (Galizien)                              | Satoka (Затока)                                                                                         |
| P                                                   | |
| Pausching (Karpatenukraine)                         | Pawschyno (Павшино)                                                                                     |
| Pawlowka (Bessarabien)                              | Pawliwka (Павлівка; bei Arzys)                                                                          |
| Peterstal (Bessarabien)                             | Petriwsk (Петрівськ;)                                                                                   |
| Pharaonowka (Bessarabien)                           | Faraoniwka (Фараонівка)                                                                                 |
| Philippowka (Bessarabien)                           | (Filipiwka)                                                                                             |
| Plachtejewka (Bessarabien)                          | Plachtijiwka (Плахтіївка)                                                                               |
| Plankenburg (Karpatenukraine)                       | Samok Palanok (Замок Паланок; Burg von Mukatschewo)                                                     |
| Plankendorf (Karpatenukraine)                       | Palanok (Паланоk; Stadtteil von Mukatschewo)                                                            |
| Plotz (Bessarabien)                                 | Plozk (Плоцьк)                                                                                          |
| Popasdru (Bessarabien)                              | Kurortne (Курортне)                                                                                     |
| Pußnjack (Karpatenukraine)                          | Pusnjakiwzi (Пузняківці)                                                                                |
| R                                                   | |
| Rauhau (Karpatenukraine)                            | Rachiw (Рахів)                                                                                          |
| Reulingen (Bessarabien)                             | Jurjiwka (Юр'ївка) / Simisitka                                                                          |
| Rohrbach                                            | Nowoswitliwka (Новосвітлівка)                                                                           |
| Romanowka (Bessarabien)                             | Romaniwka (Романівка)                                                                                   |
| Rosenfeld (Bessarabien)                             | Rosiwka (Розівка)                                                                                       |
| Russisch Banilla                                    | Banyliw (Банилів)                                                                                       |
| S                                                   | |
| Schabo (Bessarabien)                                | Schabo (Шабо)                                                                                           |
| Schabo Possad (Bessarabien)                         | Schabo Possad (Шабо Пoсaдь)                                                                             |
| Schabolat (Bessarabien)                             | heute Teil von Bilenke                                                                                  |
| Sangerowka (Bessarabien)                            | Nowomychajliwka (Новомихайлівка)                                                                        |
| Schlangendorf (Cherson)                             | Smijiwka (Зміївка)                                                                                      |
| Schumlau (Galizien)                                 | Wischomlja (Віжомля)                                                                                    |
| Schwalbach (Karpatenukraine)                        | Swaljawa (Свалява)                                                                                      |
| Seimeny (Bessarabien)                               | Semeniwka (Семенівка)                                                                                   |
| Sophiendorf (Karpatenukraine)                       | Sofija (Софія)                                                                                          |
| Sofiental (Bessarabien)                             | Sofijiwka (Софіївка)                                                                                    |
| Stanislau (Galizien)                                | Iwano-Frankiwsk (Івано-Франківськ), früher Stanislawiw                                                  |
| Strassburg (Bessarabien)                            | Poljanka (Полянка), früher Alkalija (Алкалія)                                                           |
| T                                                   | |
| Tamurka (Bessarabien)                               | (Tamurke)                                                                                               |
| Tarnopol/Ternopiler Land (Galizien)                 | Ternopil                                                                                                |
| Tschischma (Bessarabien)                            | Strumok (Струмок)                                                                                       |
| Teplitz (Bessarabien)                               | Teplyzja (Теплиця)                                                                                      |
| Thekenhausen (Karpatenukraine)                      | Tekowo (Теково)                                                                                         |
| Theoderichshafen (Krim)                             | Sewastopol (Севасто́поль)                                                                                |
| Theresienthal (Karpatenukraine)                     | Tereswa (Тересва)                                                                                       |
| Tschemtschelly (Bessarabien)                        | Komyschiwka Perscha (Комишівка Перша)                                                                   |
| Tschernowitz siehe Czernowitz                       | |
| Tschiligider (Bessarabien)                          | Nowoseliwka (Новоселівка)                                                                               |
| Tschop (Karpatenukraine)                            | Tschop (Чоп)                                                                                            |
| Tschortkau (Galizien)                               | Tschortkiw (Чортків)                                                                                    |
| Turlaki (Bessarabien)                               | Wypasne (Випасне)                                                                                       |
| U                                                   | |
| Ugartsberg (Galizien)                               | (Wyputschky)                                                                                            |
| Ukraine                                             | Ukrajina (Україна)                                                                                      |
| Ung                                                 | Usch (Fluss durch Uschhorod)                                                                            |
| Ungstadt/Ungwar (Karpatenukraine)                   | Uschhorod (Ужгород), russisch: Uschgorod (Ужгород)                                                      |
| Unterrechendorf (Karpatenukraine)                   | Nischnja Hrabiwnizja (Ніжня Грабівніця), heute Ortsteil von Tschynadijowo                               |
| Unterschönborn (Karpatenukraine)                    | Schenborn (Шенборн)                                                                                     |
| W                                                   | |
| Waterloo (Mykolajiw)                                | Stawky (Ставки)                                                                                         |
| Wischnitz, Wiznitz (Bukowina)                       | Wyschnyzja (Вижниця)                                                                                    |
| Wosnesensk (Bessarabien)                            | Wosnessenka Perscha (Вознесенка Перша)                                                                  |
| Worms                                               | Wynohradne (Виноградне)                                                                                 |